# 투명인간 (미국 드라마)
투명인간(The Invisible Man)는 2000년 6월 9일부터 2002년 2월 2일까지 방영된 SCI FI 드라마이다.

## 방송 시간
| 방송 채널 | 방송 기간                    | 방송 시간                         |
| --------- | ---------------------------- | --------------------------------- |
| KBS 2TV   | 2002년 6월 ~ 2003년 6월 14일 | 매주 토요일 낮 12:00 ~ 1:00(60분) |

## 한국판 성우진(KBS)
- 홍시호 - 대리언 포키스(빈센트 벤트레스카)
- 장정진 - 홉스(폴 밴 빅터)
- 배정미 - 수호천사(섀넌 케니)
- 노민 - 국장(에디 존스)
- 김관진 - 에버츠(마이클 맥카퍼티)
- 오세홍 - 케빈 포키스(데이빗 버크)
- 이재용 - 아르노(조엘 비소넷)
- 이연희 - 알렉스(브랜디 레드퍼드,시즌 2)